# Stazione di Colle Val d’Elsa
Stazione di Colle Val d'Elsa vasútállomás Olaszországban, Colle di Val d’Elsa településen.

## Vasútvonalak
Az állomást az alábbi vasútvonalak érintik:
- Poggibonsi-Colle Val d'Elsa-vasútvonal

## Kapcsolódó állomások
A vasútállomáshoz az alábbi állomások vannak a legközelebb: